# سارانا
سارانا شهری در شهرستان پلا در استان بولکیمده در بورکینافاسوی غربی مرکزی است جمعیت آن ۱۷۷۴ نفر است.